# 더 화이트 클리프스 오브 도버
더 화이트 클리프스 오브 도버(The White Cliffs Of Dover)는 미국에서 제작된 클래런스 브라운 감독의 1944년 드라마, 멜로/로맨스, 전쟁 영화이다. 아이린 던 등이 주연으로 출연하였고 클래런스 브라운 등이 제작에 참여하였다. 제목은 도버 백악절벽을 가리킨다.

## 줄거리
로드아일랜드 여성 수전은 영국에서 존 애쉬우드 준남작을 만나 결혼한다. 곧 제1차 세계 대전이 터져 남편은 전장에 나가고, 프랑스 디에프에서 사망한다. 이름과 지위를 물려받은 어린 아들 존 애쉬우드 2세는 소작농의 10살 짜리 딸 벳지를 좋아하게 된다.
시간이 흘러 제2차 세계 대전이 터지자 벳지는 해군 여자 부대원(Wrens)이 되고 역시 성인이 된 존 애쉬우드 2세는 아버지와 같은 운명을 밟는다.

## 출연

### 주연
- 아이린 던 - 수전, 레이디 애쉬우드 역
- 앨런 마셜 - 존 애쉬우드 경

### 조연
- 프랭크 모건 - 하이럼 포터 던 역
- C. 오브리 스미스 - 포사이트 대령 역
- 글래디스 쿠퍼 - 레이디 진 애쉬우드
- 로디 맥다월 - 존 애쉬우드 2세(아이) 역
- 엘리자베스 테일러 - 벳지 케니(아이) 역
- 피터 로퍼드 - 존 애쉬우드 2세 경(어른) 역
- 준 록하트 - 벳지 케니(어른) 역
- 메이 위티 - 유모
- 질 에스먼드 - 로저먼드
- 밴 존슨
- 브렌다 포브스
- 노마 바든
- 해리 앨런
- 윌슨 벤지
- 매슈 볼튼
- 에드먼드 브리언
- 클리퍼드 브룩
- 찰스 콜먼
- 클라이드 쿡
- 앨릭 크레이그
- 아드리엔 앙브리쿠르
- 조지 데이비스
- 가이 데네리
- 케이 덜리
- 버넌 다우닝
- 톰 드레이크
- 이서벨 엘섬
- 허버트 에번스
- 프랭클린 파넘
- 에밀리 피츠로이
- 아서 굴드 포터
- 게리 그레이
- 에설 그리피즈
- 럼스던 헤어
- 조이 해링튼
- 샘 해리스
- 키스 히치콕
- 스튜어트 홈즈
- 찰스 어윈
- 조지 커비
- 몰리 러몬트
- 넬슨 리
- 도리스 로이드
- 마일즈 맨더
- 랄 챤드 메라
- 제임스 멘지스
- 레오 모스토보이
- 개빈 뮤어
- 오톨라 네스미스
- J. 팻 오말리
- 존 로저스
- 어니터 샤프-볼스터
- 아서 실즈
- 래리 위트
- 이언 울프

## 제작진
- 세트: 에드윈 B. 윌리스
- 의상: 길 스틸

## 같이 보기
- 도버 백악절벽